# جیاچیانو کون باروکلا
جیاچیانو کون باروکلا (به ایتالیایی: Giacciano con Baruchella) یک کومونه در ایتالیا است که در استان روویگو واقع شده‌است.

## خصوصیات
جیاچیانو کون باروکلا ۱۸٫۳ کیلومترمربع مساحت و ۲٬۲۳۷ نفر جمعیت دارد و ۱۴ متر بالاتر از سطح دریا واقع شده‌است.